# Tinytrella
Tinytrella là một chi nhện trong họ Micropholcommatidae.